# Fuerza de Misión imposible
La Fuerza de Misiones Imposibles (en inglés: Impossible Mission Force, abreviada como IMF) es una agencia de inteligencia ficticia del gobierno de los Estados Unidos de la serie de televisión Misión imposible y su serie de películas.
Los agentes de la IMF entran al mundo del antiterrorismo, espionaje y crimen internacional. Si un agente muere o es capturado, el gobierno rechaza cualquier conocimiento de sus acciones.
Aunque la serie declara que la IMF es una agencia independiente con vínculos con la CIA y la MI5, la película Misión imposible establece que la IMF es en realidad una división de operaciones encubiertas de la CIA. En Misión imposible 2 no se aclara a quién le responde la IMF, pero se cree que es una gran red internacional. En Misión imposible 3, la IMF es identificada como la agencia independiente de la serie.
En la cuarta película (Misión imposible: Protocolo fantasma) la agencia tiene que 'desaparecer' debido a que un terrorista de nombre en clave “Cobalto” ataca las instalaciones del Palacio del Kremlin en Rusia, culpando a Ethan Hunt (interpretado por Tom Cruise en la serie de películas), agente de la FMI, quien efectuaba una misión para recolectar información. El presidente de los Estados Unidos decide terminar de inmediato las operaciones de la FMI, activando el Protocolo Fantasma (en el cual los agentes son responsables de todas sus acciones).
En el final de la quinta película (Misión imposible: Nación secreta) la agencia es restaurada con un nuevo director.
- Datos: Q6007499